# 克莉絲朵·史迪爾
克莉絲朵·史迪爾（Krystal Steal），出生於美國加州橘郡，是一名色情演員。

## 生平
史迪爾在17歲時使用假身分擔任脫衣舞者。 2001年，史迪爾拍攝第一部影片。之後，她參與了許多影片的演出，也為許多成人雜誌（如《好色客》）拍攝照片。
2003年，史迪爾與珍娜俱樂部（ClubJenna）簽下專屬合約，成為珍娜俱樂部第一位女演員。 雙方的合約在2005年12月到期，雖然公司想重新續約，但遭到史迪爾的拒絕。
2007年9月，史迪爾在停止活動長達一年後，宣佈與「Adult Talent Managers」簽下合約。

## 獎項
- 2004年：《Nightmoves》年度女演員[4]

## 外部連結
- 克莉絲朵·史迪爾的MySpace主頁